# F3 giapponese 2012
La stagione 2012 dell'All-Japan Formula 3 è stata la 34ª della F3 giapponese. Iniziata il 14 aprile, è terminata il 14 ottobre, dopo 15 corse, comprese in 7 weekend di gara. Il giapponese Ryō Hirakawa ha vinto il titolo piloti, la RSS quello per le scuderie e la TOM'S quello riservato ai motoristi.

## La pre-stagione

### Calendario
| Gara | Gara | Nome            | Circuito                           | Giri                      | Lunghezza                 | Data         | Ora   |
| ---- | ---- | --------------- | ---------------------------------- | ------------------------- | ------------------------- | ------------ | ----- |
| 1    | G1   | Suzuka 2&4 Race | Circuito di Suzuka                 | 12                        | 12 x 5,807 km = 69,684 km | 14 aprile    | 15:35 |
| 1    | G2   | Suzuka 2&4 Race | Circuito di Suzuka                 | 17                        | 17 x 5,807 km = 98,719 km | 15 aprile    | 10:20 |
| 2    | G1   |                 | Twin Ring Motegi                   | 14                        | 14 x 4,801 km = 67,219 km | 12 maggio    | 16:30 |
| 2    | G2   | 20              | Twin Ring Motegi                   | 20 x 4,801 km = 96,028 km | 13 maggio                 | 10:25        |       |
| 3    | G1   |                 | Circuito del Fuji                  | 15                        | 15 x 4,563 km = 68,445 km | 14 luglio    | 14:50 |
| 3    | G2   | 21              | Circuito del Fuji                  | 21 x 4,563 km = 95,823 km | 15 luglio                 | 10:10        |       |
| 4    | G1   | Motegi 2&4 Race | Twin Ring Motegi                   | 14                        | 14 x 4,801 km = 67,219 km | 4 agosto     | 15:40 |
| 4    | G2   | Motegi 2&4 Race | Twin Ring Motegi                   | 20                        | 20 x 4,801 km = 96,028 km | 5 agosto     | 16:05 |
| 5    | G1   |                 | Circuito Internazionale di Okayama | 18                        | 18 x 3,704 km = 66,654 km | 25 agosto    | 15:35 |
| 5    | G2   | 25              | Circuito Internazionale di Okayama | 25 x 3,704 km = 92,575 km | 26 agosto                 | 10:35        |       |
| 6    | G1   |                 | Sportsland SUGO                    | 18                        | 18 x 3,704 km = 66,677 km | 22 settembre | 15:20 |
| 6    | G2   | 25              | Sportsland SUGO                    | 25 x 3,704 km = 92 606 km | 23 settembre              | 08:00        |       |
| 6    | G3   | 25              | Sportsland SUGO                    | 25 x 3,704 km = 92 606 km | 23 settembre              | 13:45        |       |
| 7    | G1   |                 | Circuito del Fuji                  | 21                        | 21 x 4,563 km = 95,823 km | 13 ottobre   |       |
| 7    | G2   | 15              | Circuito del Fuji                  | 15 x 4,563 km = 68,445 km | 14 ottobre                |              |       |

- Tutte le corse sono disputate in Giappone.

## Piloti e team
| Team                             | Telaio                   | No. | Pilota            | Classe | Weekend di Gare |
| -------------------------------- | ------------------------ | --- | ----------------- | ------ | --------------- |
| B-MAX Engineering                | F312-Toyota 1AZ-FE       | 1   | Hideki Yamauchi   | C      | Tutti           |
| B-MAX Engineering                | F306-Toyota 3S-GE        | 13  | Motoyoshi Yoshida | N      | Tutti           |
| Toda Racing                      | F308- Mugen-Honda MF204C | 2   | Rafael Suzuki     | C      | Tutti           |
| CFR                              | F308-Mercedes M271.F3    | 3   | Ryugo Shimada     | C      | 1, 5            |
| RSS                              | F312- Toyota 1AZ-FE      | 4   | Ryō Hirakawa      | C      | Tutti           |
| Hanashima Racing                 | F305-Toyota 3S-GE        | 5   | Taku Utagawa      | N      | 7               |
| Hanashima Racing                 | F306-Toyota 3S-GE        | 6   | Hiroshi Koizumi   | N      | Tutti           |
| HFDP Racing                      | F307-Toyota 3S-GE        | 7   | Kazuki Hiramine   | N      | Tutti           |
| HFDP Racing                      | F312- Mugen-Honda MF204C | 8   | Tomoki Nojiri     | C      | Tutti           |
| SGC by KCMG                      | F308- Toyota 3S-GE       | 19  | Matt Howson       | N      | 2–6             |
| SGC by KCMG                      | F308- Toyota 3S-GE       | 19  | Naoya Gamou       | N      | 7               |
| SGC by KCMG                      | F308- Toyota 3S-GE       | 20  | Gary Thompson     | N      | Tutti           |
| NDDP Racing                      | F306- Toyota 3S-GE       | 23  | Daiki Sasaki      | N      | Tutti           |
| Petronas Team TOM'S TOM'S Spirit | F306- Toyota 3S-GE       | 35  | Takamoto Katsuta  | N      | Tutti           |
| Petronas Team TOM'S TOM'S Spirit | F312-Toyota 1AZ-FE       | 36  | Yuichi Nakayama   | C      | Tutti           |
| Petronas Team TOM'S TOM'S Spirit | F312-Toyota 1AZ-FE       | 37  | Richard Bradley   | C      | Tutti           |
| CMS Motor Sports Project         | F306- Toyota 3S-GE       | 77  | Ryouhei Sakaguchi | N      | 1               |
| CMS Motor Sports Project         | F306- Toyota 3S-GE       | 77  | Tatsuru Noro      | N      | 3–4, 6-7        |

| Icona | Classe       |
| ----- | ------------ |
| C     | Championship |
| N     | National     |

- Tutte utilizzano vetture della Dallara.

## Risultati e classifiche

### Risultati
| Gara | Gara | Circuito | Tempo     | Velocità     | Pole Position   | GPV             | Vincitore       | Vettura        | Team                |
| ---- | ---- | -------- | --------- | ------------ | --------------- | --------------- | --------------- | -------------- | ------------------- |
| 1    | G1   | Suzuka   | 23'02"491 | 181,46 km/h  | Hideki Yamauchi | Richard Bradley | Ryō Hirakawa    | Dallara-Toyota | RSS                 |
| 1    | G2   | Suzuka   | 32'48"528 | 180,54 km/h  | Ryō Hirakawa    | Ryō Hirakawa    | Ryō Hirakawa    | Dallara-Toyota | RSS                 |
| 2    | G1   | Motegi   | 25'11"301 | 160,12 km/h  | Ryō Hirakawa    | Yuichi Nakayama | Hideki Yamauchi | Dallara-Toyota | B-MAX Engineering   |
| 2    | G2   | Motegi   | 36'10"726 | 159,26 km/h  | Ryō Hirakawa    | Yuichi Nakayama | Yuichi Nakayama | Dallara-Toyota | Petronas Team TOM'S |
| 3    | G1   | Fuji     | 24'23"618 | 167,604 km/h | Ryō Hirakawa    | Ryō Hirakawa    | Ryō Hirakawa    | Dallara-Toyota | RSS                 |
| 3    | G2   | Fuji     | 34'27"700 | 166,305 km/h | Gary Thompson   | Ryō Hirakawa    | Ryō Hirakawa    | Dallara-Toyota | RSS                 |
| 4    | G1   | Motegi   | 25'30"801 | 158,08 km/h  | Ryō Hirakawa    | Ryō Hirakawa    | Ryō Hirakawa    | Dallara-Toyota | RSS                 |
| 4    | G2   | Motegi   | 36'45"289 | 156,76 km/h  | Ryō Hirakawa    | Ryō Hirakawa    | Ryō Hirakawa    | Dallara-Toyota | RSS                 |
| 5    | G1   | Okayama  | 26'48"028 | 149,223 km/h | Ryō Hirakawa    | Tomoki Nojiri   | Ryō Hirakawa    | Dallara-Toyota | RSS                 |
| 5    | G2   | Okayama  | 37'11"037 | 149,379 km/h | Ryō Hirakawa    | Tomoki Nojiri   | Ryō Hirakawa    | Dallara-Toyota | RSS                 |
| 6    | G1   | Sugo     | 23'12"764 | 172,345 km/h | Yuichi Nakayama | Yuichi Nakayama | Yuichi Nakayama | Dallara-Toyota | Petronas Team TOM'S |
| 6    | G2   | Sugo     | 32'51"773 | 169,078 km/h | Yuichi Nakayama | Yuichi Nakayama | Yuichi Nakayama | Dallara-Toyota | Petronas Team TOM'S |
| 6    | G3   | Sugo     | 39'21"936 | 141,148 km/h | Yuichi Nakayama | Yuichi Nakayama | Yuichi Nakayama | Dallara-Toyota | Petronas Team TOM'S |
| 7    | G1   | Fuji     | 34'12"086 | 169,3 km/h   | Yuichi Nakayama | Yuichi Nakayama | Yuichi Nakayama | Dallara-Toyota | Petronas Team TOM'S |
| 7    | G2   | Fuji     | 24'14"392 | 170,2 km/h   | Yuichi Nakayama | Yuichi Nakayama | Yuichi Nakayama | Dallara-Toyota | Petronas Team TOM'S |

### Classifica piloti
I punti sono assegnati secondo lo schema seguente:
| Punti | 10 | 7 | 5 | 3 | 2 | 1 | 1 | 1 |

| Pos | Pilota            | S2&4 | S2&4 | MOT | MOT | FUJ | FUJ | M2&4 | M2&4 | OKA | OKA | SUG | SUG | SUG | FUJ | FUJ | Punti |
| --- | ----------------- | ---- | ---- | --- | --- | --- | --- | ---- | ---- | --- | --- | --- | --- | --- | --- | --- | ----- |
| 1   | Ryō Hirakawa      | 1    | 1    | 2   | 2   | 1   | 1   | 1    | 1    | 1   | 2   | Rit | 3   | Rit | 3   | 3   | 128   |
| 2   | Yuichi Nakayama   | Ret  | 5    | 4   | 1   | 2   | 2   | 4    | 4    | 3   | 4   | 1   | 1   | 1   | 1   | 1   | 95    |
| 3   | Hideki Yamauchi   | 2    | 4    | 1   | 4   | 6   | 4   | 3    | 3    | 5   | 6   | 3   | 4   | 2   | 4   | 4   | 62    |
| 4   | Richard Bradley   | 5    | 2    | 3   | 5   | 7   | 5   | 2    | 5    | 6   | Rit | 2   | 2   | Rit | 2   | 5   | 52    |
| 5   | Tomoki Nojiri     | 3    | 3    | 5   | 3   | 8   | Rit | 5    | 2    | 2   | 1   | 9   | 5   | 6   | 8   | Rit | 49    |
| 6   | Rafael Suzuki     | 6    | 8    | 7   | 6   | 3   | 3   | 6    | 6    | 4   | 3   | 4   | 9   | 3   | 6   | 2   | 38    |
| 7   | Daiki Sasaki      | 4    | 6    | 8   | 8   | 5   | 10  | 8    | 7    | 7   | 5   | 5   | 6   | 9   | 5   | 6   | 16    |
| 8   | Kazuki Hiramine   | 7    | 7    | 6   | 7   | 4   | 6   | 10   | 8    | 8   | 7   | 6   | 8   | 5   | 10  | 7   | 8     |
| 9   | Takamoto Katsuta  | Rit  | 9    | 9   | 9   | 10  | 12  | 9    | 10   | 10  | 8   | 8   | 7   | 4   | 7   | 13  | 3     |
| 10  | Gary Thompson     | Rit  | 10   | 10  | 10  | 9   | 9   | 7    | 9    | 9   | 10  | 7   | Rit | 7   | 9   | 9   | 1     |
| 11  | Matt Howson       |      |      | 11  | 11  | Rit | 7   | 11   | 14   | 11  | 9   | 10  | 10  | 8   |     |     | 0     |
| 12  | Hiroshi Koizumi   | Rit  | 11   | 12  | 12  | 11  | 8   | 12   | 11   | 12  | 11  | 11  | 11  | 10  | 12  | 10  | 0     |
| 13  | Naoya Gamou       |      |      |     |     |     |     |      |      |     |     |     |     |     | 11  | 8   | 0     |
| 14  | Ryohei Sakaguchi  | 8    | 12   |     |     |     |     |      |      |     |     |     |     |     |     |     | 0     |
| 15  | Motoyoshi Yoshida | 9    | 13   | 13  | 13  | 13  | 13  | Rit  | 13   | 14  | 12  | 13  | Rit | 11  | 15  | 12  | 0     |
| 16  | Ryugo Shimada     | 10   | 13   |     |     |     |     |      |      | 13  | 13  |     |     |     |     |     | 0     |
| 17  | Tatsuru Noro      |      |      |     |     | 12  | 11  | 13   | 12   |     |     | 12  | 12  | Rit | 13  | 11  | 0     |
| 18  | Taku Okagawa      |      |      |     |     |     |     |      |      |     |     |     |     |     | 14  | 14  | 0     |
| Pos | Pilota            | S2&4 | S2&4 | MOT | MOT | FUJ | FUJ | M2&4 | M2&4 | OKA | OKA | SUG | SUG | SUG | FUJ | FUJ | Punti |

| Colore  | Risultato             |
| ------- | --------------------- |
| Oro     | Vincitore             |
| Argento | 2º posto              |
| Bronzo  | 3º posto              |
| Verde   | Finito a punti        |
| Blu     | Finito senza punti    |
| Viola   | Ritirato (Rit)        |
| Viola   | Non classificato (NC) |
| Rosso   | Non qualificato (NQ)  |
| Nero    | Squalificato (SQ)     |
| Bianco  | Non partito (NP)      |
| Bianco  | Non ha gareggiato     |
| Bianco  | Infortunato (INF)     |
| Bianco  | Escluso (ES)          |
| Bianco  | Gara cancellata (C)   |

### Classe nazionale
| Pos | Pilota            | S2&4 | S2&4 | MOT | MOT | FUJ | FUJ | M2&4 | M2&4 | OKA | OKA | SUG | SUG | SUG | FUJ | FUJ | Punti |
| --- | ----------------- | ---- | ---- | --- | --- | --- | --- | ---- | ---- | --- | --- | --- | --- | --- | --- | --- | ----- |
| 1   | Daiki Sasaki      | 4    | 6    | 8   | 8   | 5   | 10  | 8    | 7    | 7   | 5   | 5   | 6   | 9   | 5   | 6   | 146   |
| 2   | Kazuki Hiramine   | 7    | 7    | 6   | 7   | 4   | 6   | 10   | 8    | 8   | 7   | 6   | 8   | 5   | 10  | 7   | 110   |
| 3   | Takamoto Katsuta  | Rit  | 9    | 9   | 9   | 10  | 12  | 9    | 10   | 10  | 8   | 8   | 7   | 4   | 7   | 13  | 62    |
| 4   | Gary Thompson     | Rit  | 10   | 10  | 10  | 9   | 9   | 7    | 9    | 9   | 10  | 7   | Rit | 7   | 9   | 9   | 58    |
| 5   | Matt Howson       |      |      | 11  | 11  | Rit | 7   | 11   | 14   | 11  | 9   | 10  | 10  | 8   |     |     | 28    |
| 6   | Hiroshi Koizumi   | Rit  | 11   | 12  | 12  | 11  | 8   | 12   | 11   | 12  | 11  | 11  | 11  | 10  | 12  | 10  | 23    |
| 7   | Naoya Gamou       |      |      |     |     |     |     |      |      |     |     |     |     |     | 11  | 8   | 7     |
| 8   | Ryohei Sakaguchi  | 8    | 12   |     |     |     |     |      |      |     |     |     |     |     |     |     | 6     |
| 9   | Tatsuru Noro      |      |      |     |     | 12  | 11  | 13   | 12   |     |     | 12  | 12  | Rit | 13  | 11  | 5     |
| 10  | Motoyoshi Yoshida | 9    | 13   | 13  | 13  | 13  | 13  | Rit  | 13   | 14  | 12  | 13  | Rit | 11  | 15  | 12  | 3     |
| 11  | Taku Okagawa      |      |      |     |     |     |     |      |      |     |     |     |     |     | 14  | 14  | 0     |
| Pos | Pilota            | S2&4 | S2&4 | MOT | MOT | FUJ | FUJ | M2&4 | M2&4 | OKA | OKA | SUG | SUG | SUG | FUJ | FUJ | Punti |

| Colore  | Risultato             |
| ------- | --------------------- |
| Oro     | Vincitore             |
| Argento | 2º posto              |
| Bronzo  | 3º posto              |
| Verde   | Finito a punti        |
| Blu     | Finito senza punti    |
| Viola   | Ritirato (Rit)        |
| Viola   | Non classificato (NC) |
| Rosso   | Non qualificato (NQ)  |
| Nero    | Squalificato (SQ)     |
| Bianco  | Non partito (NP)      |
| Bianco  | Non ha gareggiato     |
| Bianco  | Infortunato (INF)     |
| Bianco  | Escluso (ES)          |
| Bianco  | Gara cancellata (C)   |

### Classifica scuderie
I punti sono assegnati secondo lo schema seguente; solo la prima vettura giunta al traguardo marca punti:
| Punti | 10 | 7 | 5 | 3 | 2 | 1 |

| Pos | Scuderie                 | S2&4 | S2&4 | MOT | MOT | FUJ | FUJ | M2&4 | M2&4 | OKA | OKA | SUG | SUG | SUG | FUJ | FUJ | Punti |
| --- | ------------------------ | ---- | ---- | --- | --- | --- | --- | ---- | ---- | --- | --- | --- | --- | --- | --- | --- | ----- |
| 1   | RSS                      | 1    | 1    | 2   | 2   | 1   | 1   | 1    | 1    | 1   | 2   | Rit | 3   | Rit | 3   | 3   | 106   |
| 2   | Petronas Team TOM'S      | 5    | 2    | 3   | 1   | 2   | 2   | 2    | 4    | 3   | 4   | 1   | 1   | 1   | 1   | 1   | 106   |
| 3   | B-MAX Engineering        | 2    | 4    | 1   | 4   | 6   | 4   | 3    | 3    | 5   | 6   | 3   | 4   | 2   | 4   | 4   | 61    |
| 4   | HFDP Racing              | 3    | 3    | 5   | 3   | 4   | 6   | 5    | 2    | 2   | 1   | 6   | 5   | 5   | 8   | 7   | 52    |
| 5   | Toda Racing              | 6    | 8    | 7   | 6   | 3   | 3   | 6    | 6    | 4   | 3   | 4   | 9   | 3   | 6   | 2   | 38    |
| 6   | NDDP Racing              | 4    | 6    | 8   | 8   | 5   | 10  | 8    | 7    | 7   | 5   | 5   | 6   | 9   | 5   | 6   | 14    |
| 7   | TOM'S Spirit             | Rit  | 9    | 9   | 9   | 10  | 12  | 9    | 10   | 10  | 8   | 8   | 7   | 4   | 7   | 13  | 3     |
| 8   | SGC by KCMG              | Rit  | 10   | 10  | 10  | 9   | 7   | 7    | 9    | 9   | 9   | 7   | 10  | 7   | 9   | 8   | 0     |
| 9   | Hanashima Racing         | Rit  | 11   | 12  | 12  | 11  | 8   | 12   | 11   | 12  | 11  | 11  | 11  | 10  | 12  | 10  | 0     |
| 10  | CMS Motor Sports Project | 8    | 12   |     |     | 12  | 11  | 13   | 12   |     |     | 12  | 12  | Rit | 13  | 11  | 0     |
| 11  | CFR                      | 10   | 13   |     |     |     |     |      |      | 13  | 13  |     |     |     |     |     | 0     |
| Pos | Scuderia                 | S2&4 | S2&4 | MOT | MOT | FUJ | FUJ | M2&4 | M2&4 | OKA | OKA | SUG | SUG | SUG | FUJ | FUJ | Punti |

| Colore  | Risultato             |
| ------- | --------------------- |
| Oro     | Vincitore             |
| Argento | 2º posto              |
| Bronzo  | 3º posto              |
| Verde   | Finito a punti        |
| Blu     | Finito senza punti    |
| Viola   | Ritirato (Rit)        |
| Viola   | Non classificato (NC) |
| Rosso   | Non qualificato (NQ)  |
| Nero    | Squalificato (SQ)     |
| Bianco  | Non partito (NP)      |
| Bianco  | Non ha gareggiato     |
| Bianco  | Infortunato (INF)     |
| Bianco  | Escluso (ES)          |
| Bianco  | Gara cancellata (C)   |

### Classifica scuderie Classe nazionale
I punti sono assegnati secondo lo schema seguente; solo la prima vettura giunta al traguardo marca punti:
| Punti | 10 | 7 | 5 | 3 | 2 | 1 |

| Pos | Scuderie                 | S2&4 | S2&4 | MOT | MOT | FUJ | FUJ | M2&4 | M2&4 | OKA | OKA | SUG | SUG | SUG | FUJ | FUJ | Punti |
| --- | ------------------------ | ---- | ---- | --- | --- | --- | --- | ---- | ---- | --- | --- | --- | --- | --- | --- | --- | ----- |
| 1   | NDDP Racing              | 4    | 6    | 8   | 8   | 5   | 10  | 8    | 7    | 7   | 5   | 5   | 6   | 9   | 5   | 6   | 125   |
| 2   | HFDP Racing              | 7    | 7    | 6   | 7   | 4   | 6   | 10   | 8    | 8   | 7   | 6   | 8   | 5   | 10  | 7   | 108   |
| 3   | SGC by KCMG              | Rit  | 10   | 10  | 10  | 9   | 7   | 7    | 9    | 9   | 9   | 7   | 10  | 7   | 9   | 8   | 67    |
| 4   | TOM'S Spirit             | Rit  | 9    | 9   | 9   | 10  | 12  | 9    | 10   | 10  | 8   | 8   | 7   | 4   | 7   | 13  | 61    |
| 5   | Hanashima Racing         | Ret  | 11   | 12  | 12  | 11  | 8   | 12   | 11   | 12  | 11  | 11  | 11  | 10  | 12  | 10  | 23    |
| 6   | CMS Motor Sports Project | 8    | 12   |     |     | 12  | 11  | 13   | 12   | 12  | 12  | Rit |     |     | 13  | 11  | 11    |
| 7   | B-MAX Engineering        | 9    | 13   | 13  | 13  | 13  | 13  | Rit  | 13   | 14  | 12  | 13  | Rit | 11  | 15  | 12  | 3     |
| Pos | Scuderia                 | S2&4 | S2&4 | MOT | MOT | FUJ | FUJ | M2&4 | M2&4 | OKA | OKA | SUG | SUG | SUG | FUJ | FUJ | Punti |

| Colore  | Risultato             |
| ------- | --------------------- |
| Oro     | Vincitore             |
| Argento | 2º posto              |
| Bronzo  | 3º posto              |
| Verde   | Finito a punti        |
| Blu     | Finito senza punti    |
| Viola   | Ritirato (Rit)        |
| Viola   | Non classificato (NC) |
| Rosso   | Non qualificato (NQ)  |
| Nero    | Squalificato (SQ)     |
| Bianco  | Non partito (NP)      |
| Bianco  | Non ha gareggiato     |
| Bianco  | Infortunato (INF)     |
| Bianco  | Escluso (ES)          |
| Bianco  | Gara cancellata (C)   |

### Classifica motoristi
I punti sono assegnati secondo lo schema seguente; solo la prima vettura giunta al traguardo marca punti:
| Punti | 10 | 7 | 5 | 3 | 2 | 1 |

| Pos | Motorista                 | S2&4 | S2&4 | MOT | MOT | FUJ | FUJ | M2&4 | M2&4 | OKA | OKA | SUG | SUG | SUG | FUJ | FUJ | Punti |
| --- | ------------------------- | ---- | ---- | --- | --- | --- | --- | ---- | ---- | --- | --- | --- | --- | --- | --- | --- | ----- |
| 1   | TOM'S (Toyota)            | 1    | 1    | 1   | 1   | 1   | 1   | 1    | 1    | 1   | 2   | 1   | 1   | 1   | 1   | 1   | 147   |
| 2   | Toda Racing (Mugen-Honda) | 3    | 3    | 5   | 3   | 3   | 3   | 5    | 2    | 2   | 1   | 4   | 5   | 3   | 6   | 2   | 71    |
| 3   | HWA (Mercedes)            | 10   | 13   |     |     |     |     |      |      | 13  | 13  |     |     |     |     |     | 0     |
| Pos | Motorista                 | S2&4 | S2&4 | MOT | MOT | FUJ | FUJ | M2&4 | M2&4 | OKA | OKA | SUG | SUG | SUG | FUJ | FUJ | Punti |

| Colore  | Risultato             |
| ------- | --------------------- |
| Oro     | Vincitore             |
| Argento | 2º posto              |
| Bronzo  | 3º posto              |
| Verde   | Finito a punti        |
| Blu     | Finito senza punti    |
| Viola   | Ritirato (Rit)        |
| Viola   | Non classificato (NC) |
| Rosso   | Non qualificato (NQ)  |
| Nero    | Squalificato (SQ)     |
| Bianco  | Non partito (NP)      |
| Bianco  | Non ha gareggiato     |
| Bianco  | Infortunato (INF)     |
| Bianco  | Escluso (ES)          |
| Bianco  | Gara cancellata (C)   |